# MFK Chrudim
El MFK Chrudim es un equipo de fútbol de la República Checa que juega en la Druhá liga, la segunda división de fútbol en el país.

## Historia
Fue fundado en el año 1923 en la ciudad de Chrudim con el nombre AFK Chrudim y ha tenido varios cambios de nombre:
- 1923 – AFK Chrudim (Atleticko-fotbalový klub Chrudim)
- años 1950 – TJ Spartak Chrudim (Tělovýchovná jednota Spartak Chrudim)
- 1974 – Se fusiona con el TJ Lokomotiva Chrudim => TJ Transporta Chrudim (Tělovýchovná jednota Transporta Chrudim)
- años 1980 – TJ Spartak Transporta Chrudim (Tělovýchovná jednota Spartak Transporta Chrudim)
- 1994 – AFK Chrudim (Atleticko-fotbalový klub Chrudim)
- 2011 – Se fusiona con el SK Chrudim => MFK Chrudim (Městský fotbalový klub Chrudim)[1]

Fue un club a escala regional antes de la desaparición de Checoslovaquia. Posteriormente llega a jugar en cuarta división en la segunda mitad de la década de los años 1990, más tarde llega a la Bohemian Football League por primera vez en 1998, permaneciendo en la liga hasta su descenso en 2004, jugando en la cuarta división hasta 2011.
En 2011 se fusiona con el SK Chrudim con el fin de que hubiera un equipo fuerte en la ciudad en lugar de dos equipos de mediano nivel. En ese año regresan a la Bohemian Football League. En 2012 es campeón de la liga, pero no reunió las condiciones para jugar en la Druhá liga y su lugar fue tomado por el FK Pardubice.
En la temporada 2017/18 es campeón de liga y esta vez sí logra el ascenso a la Druhá liga por primera vez, donde terminó en el lugar 13 en su debut en la segunda división nacional.

## Palmarés
- Bohemian Football League: 2

2011/12, 2017/18
- Východočeský krajský přebor: 1

1977/78
- Východočeský oblastní přebor: 1

1993/94